# コサキン・天海の超発掘!ものまねバラエティー マネもの
『コサキン・天海の超発掘!ものまねバラエティー マネもの』（こさきん・あまみのちょうはっくつ!ものまねばらえてぃー まねもの）は、フジテレビ系列で2014年から2020年まで不定期放送されたものまね番組である。コサキン（小堺一機・関根勤）と天海祐希の冠番組。通称『マネもの』。

## 概要
コサキンの2人がモノマネ大好き女優の天海祐希に、今一番気になっている「モノマネ芸人」（マネもの）のVTRをそれぞれベスト3形式で紹介する番組。ベスト3のテーマは「フジテレビの番組」「ドラマ」「ジャニーズ」といった一般的なものから、「2秒ならそっくり」「わけあって封印したモノマネ」などの当番組特有のものまである。
第2回からは、それぞれのテーマを「小堺推薦」「関根推薦」という形式で紹介した。テーマごとの対戦という体裁ではあるが、勝敗は判定しない。
一線級のお笑い芸人やモノマネ芸人によるフリーダムなモノマネのほか、新しい人材を発掘して紹介することにもこだわっていた。中にはお笑い芸人、モノマネ芸人ではない者も出演した。

## 司会
- コサキン（小堺一機・関根勤）
- 天海祐希

## 放送日時
※視聴率は関東地区、ビデオリサーチ調べ。
| 回数  | 放送日                   | 放送時間（JST） | 視聴率 | 備考  |
| ----- | ------------------------ | --------------- | ------ | ----- |
| 第1回 | 2014年6月14日（土曜日）  | 13:30 - 15:00   | 04.6%  |       |
| 第2回 | 2014年9月27日（土曜日）  | 23:10 - 23:55   | 08.3%  |       |
| 第3回 | 2015年3月26日（木曜日）  | 22:30 - 23:53   | 06.1%  |       |
| 第4回 | 2015年10月10日（土曜日） | 0:55 - 1:55     |        |       |
| 第5回 | 2019年6月27日（木曜日）  | 22:00 - 23:34   |        |       |
| 第6回 | 2020年6月24日（水曜日）  | 22:00 - 23:34   |        | [ 1 ] |

## コーナー・出演者

### 第1回
懐かし映画なぜそこを切り取ったの?BEST3
- タブレット純（『男はつらいよ』より 寅さんとタコ社長のケンカの仲裁に入る博役・前田吟）
- まなてぃ（小津作品の中でテレビを異常に欲しがる昭和の子役）
- ゆうぞう（『釣りバカ日誌』より 社長役・三國連太郎からの電話を間違い電話と勘違いする部長役・谷啓）

わりと新しい映画の名場面BEST3
- ゆったり感（海外映画でよくある カップルがケンカ中にだいたい頭上を巨大隕石が通過する場面）
- シシオガイ（『のぼうの城』より 独特の作戦で敵を油断させるのぼう様役・野村萬斎）
- かわしゅん（『テルマエ・ロマエ』より 現代に来て初めて飲んだビールに驚きのあまり声が裏返るルシウス役・阿部寛）

選手より目立ってしまう解説者BEST3
- ショウショウ（岡本綾子の解説を奪い取るゴルフ解説の戸張捷）- スタジオトークにも出演。
- 中村愛（誰も知らない選手のミニ情報を教えてくれる増田明美）
- キンタロー。（ソチオリンピックフィギュアスケートの浅田真央選手の解説をしているがついつい自慢話になってしまう伊藤みどり）

ひとクセある人気司会者BEST3
- 赤枝卓（オバアチャン）（アイドルの話にまったく興味がない加藤浩次（極楽とんぼ））
- ガリベンズ矢野（女性ゲストには優しいが男性ゲストには適当にあしらう上田晋也（くりぃむしちゅー））
- むらせ（『バース・デイ』でどんなところにカメラがあっても必ず見つける東山紀之）

2秒ならそっくりBEST3
- 自由きまま（佐村河内守&新垣隆）
- 松丸大祐（川澄奈穂美）
- はるちゃん（鈴木明子）

65点モノマネBEST3
- ゆず姉（姫くり）（妹・浅田真央の活躍を自分のことのように喜ぶ姉・浅田舞）
- 坂本隆行（ゴンゴール）（『特命係長 只野仁』高橋克典）
- ゆるえもん（結婚してから何かを悟ったかのように落ち着いたMEGUMI）

誰も取り上げなかった芸人BEST3
- 兼光貴史（プラスマイナス）（もしも田村裕（麒麟）、大木こだま、オール巨人、高橋茂雄（サバンナ）が鍋を囲んだら）
- ジョー（ダブルネーム）（地方営業で地元の司会者に雑にいじられるも丁寧にツッコミ返す堤下敦（インパルス））
- なだぎ武（漫才のツッコミが長くて説明みたいになってる井口浩之（ウエストランド））

スポーツ選手のそんなとこやるのBEST3
- ジャガーズ（人が良すぎる為、自分の事よりもチームメイトの事を褒める小久保裕紀選手のヒーローインタビュー）
- Gたかし（しゃべり方に特徴がありすぎて最後の一言しか聞き取れない前田日明のマイクパフォーマンス）
- BBゴロー（5回登板予定が7回まで投げさせられてへたった北別府学）

◯◯からの早変わりモノマネBEST3
- 森たくま（松田龍平からの松田翔太）
- みかん（北斗晶からの江角マキコ）
- 山本高広（栗原類からのマツコ・デラックス）

ビックリ発言モノマネBEST3
- やす（ずん）（『情熱大陸』のインタビューで建築を語るが元も子もないことを言う安藤忠雄）
- 古賀シュウ（『笑っていいとも!』グランド・フィナーレより タモリさんへの感謝のスピーチで感極まって芸人のギャグみたいになってしまった香取慎吾）
- 花香よしあき（難しいパットをモノマネで打つが入らず最後は開き直る関根勤）

90年代歌い出しそっくりBEST3
- まねだ聖子（松田聖子）
- オフコース小田（小田和正）
- どぶろっく（TRF）
※曲紹介：タブレット純

最新ヒット曲そっくりBEST3
- 山口知香（松たか子）
- あゆ（かりすま〜ず）（センターで歌うときは笑顔だけどサイドに回ったときは表情が変わる E-girls・Ami）
- ジャガーズ（Hey! Say! JUMPコンサートでワイヤーを使って空を飛ぶ演出の時もかっこよくワイヤーを付けるジャニーズJr.）
※曲紹介：おおともりゅうじ（クリス・ペプラーの真似）

実在だけど分からないモノマネBEST3
- ヒューマン中村（ロボットコンテスト北海道予選にてロボットが全く動かないまま敗れてしまった函館高専Bのインタビュー）
- エハラマサヒロ（1日3回同じ人とすれ違った時の挨拶）
- 横澤夏子（阿佐谷ダーツバー店員の拍手の仕方）

新発想モノマネBEST3
- 中村愛（何でもないVTRにもリアクションを決めるワイプモンスター 矢口真里）
- 響乃じゅん子（料金を払った途端、急にそっけなくなる 東京慈恵医大第三病院にある駐車場自動精算機の音声ガイダンス）
- おかもとまり（グラビアアイドルの事務所別ポーズ）

古今東西ナレーションBEST3
- 佐橋大輔（ガンリキ）（『あしたのジョー』で今では使えない言葉をピー音で消してしまった為内容が全くわからなくなった、丹下段平による次週予告）
- 植山由美子（天然もろこし）（夜中によくやっているNHKのドキュメント番組から聞こえてきた意味のわからないナレーション）
- 学天即（みのもんたのナレーションによる『プロ野球珍プレー・好プレー大賞』）

Liveでの客あおりBEST3
- まちゅ（中川翔子）
- 小田嶋政志（桜井和寿（Mr.Children））
- 中村愛（吉田美和（DREAMS COME TRUE））- スタジオトークにも出演。

小岩ヒットパレードBEST3
- Dee（ファンサービスが過剰すぎるマドンナ）
- ATSUKO（下町のトレンディ 浅野温子）
- 佐藤文則（思春期のロボコップ）

大阪ものまねアラジンBEST3
- アキラ（浪速の中島美嘉）
- 君島遼（浪速のイケメン 小林幸子）
- 玉木夕也（浪速のイケメン 渡辺真知子）

マネものヒーローサスペンスドラマ「クローン7」
- 出演：小堺一機、関根勤、おおともりゅうじ、むらせ、佐竹正史（ビスケッティ）、ジャン（ギャルソン）、ミラクルひかる、古賀シュウ、川端健嗣（ナレーター）

こんなところに草間彌生BEST3
- ミラクルひかる（通勤電車に草間彌生）
- ミラクルひかる（クレーンゲームに草間彌生）
- ミラクルひかる（水中に草間彌生）

劇的!ミラクルメイクBEST3
- むらせ（E-girls・Ami）
- やしろ優（桐谷美玲）
- やす（ずん）（剛力彩芽）
真似メイク担当：梶恵理子

「顔は似てるけど…」BEST3
- マロン陵（鈴木雅之）
- 桑原和也（ダルビッシュ有）
- 唐子貴登（近藤春菜（ハリセンボン））

ネットが荒れるぞBEST3
- ミサト（本当にバタフライになった倖田來未）
- 姉御ぉゆりか（『紅白歌合戦』で滑舌の悪さを独特な動きでごまかす綾瀬はるか）
- 人妻にゃんこ（セクシー女優の声真似七変化）
コーナーオープニング出演：あしべ（松本人志（ダウンタウン）の真似）

### 第2回
2秒ならそっくりBEST3【小堺】
- 石出奈々子（石倉三郎）
- お姉ちゃん（雷鳥）（ベッキー）
- はるちゃん（鈴木明子 2013 世界選手権編）

誰もが知っているあの名場面BEST3【関根】
- 遼河はるひ（『ラスト♡シンデレラ』で変な強がりを言う篠原涼子）
- 寺岡光盛（サスペンスドラマで自白する本田博太郎）
- しあつ野郎（撃たれた後、瀕死の重傷を負いながらも柔道五段という経歴が裏目に出てしまった若山富三郎）

フジテレビの番組BEST3【小堺】
- まちゅ（『ウチくる!?』で興味のない話とある話での差がありすぎる中川翔子）
- JP（松本人志（ダウンタウン）・東野幸治・小籔千豊の物真似で ひとり『ワイドナショー』）
- 石井てる美（『HERO』）

本人より似てるBEST3【関根】
- ショウショウ（漫才の前半に全力を出しすぎて最後の挨拶が雑になるB&B）
- 兼光貴史（プラスマイナス）（哲夫（笑い飯）、オール巨人、田村裕（麒麟）、桂小枝、もう中学生、大木こだま、久保田かずのぶ（とろサーモン）による楽屋での挨拶いろいろ）
- なだぎ武（独特な相づちを打ちながらも素になったときは普通に笑う多田健二（COWCOW））

わけあって封印したモノマネBEST3【小堺】
- ミラクルひかる（お祭りでまったくウケなくて封印した T.M.Revolution『WHITE BREATH』）
- 山本高広（営業で子どもにまったくウケないので封印した 『北斗の拳』のザコキャラが死ぬ前に言う一言）
- 原口あきまさ（テレビからのオファーがなくて封印した 周囲のどんな音にも無反応だがある特定の音にだけ反応する岸部四郎）

本人を見たくなるBEST3【関根】
- 横澤夏子（阿佐谷ダーツバーの店員 その後）
- 湯本美咲（釣りのリポートがなんか変に聞こえる釣り番組のゲスト）
- ジャガーズ（水を使った演出の時にタッキーを完璧にサポートするジャニーズJr.）

炎上!歌モノマネBEST3【小堺】
- うをとも（『ふたりの愛ランド』でサビ直前に絶頂を迎える石川優子）
- 中村愛（『fragile』でなぜかアイスクリームを食べているように見える持田香織（Every Little Thing））
- 西尾季隆（X-GUN）(『マリアンヌ』で日本語の歌詞を噛み締めながら歌うジャッキー・チェン）

擬音モノマネBEST3【関根】
- あらぽん（ANZEN漫才）（車のウインカーの音）
- 河口こうへい（ヘッドフォンから漏れて聴こえて来る音楽）
- 禅（どうしてもエンジンが掛かると聞こえてしまう バイクのエンジン音）

見ようによってはBEST3【小堺】
- イズミ（123☆45）（右斜横から見ると松嶋菜々子）
- 伊藤製作所（上を向いて正面から見れば中丸雄一（KAT-TUN））
- あしべ（笑えばすぐに石塚英彦（ホンジャマカ））

フジテレビアナウンサーBEST3【関根】
- 栗本トモヒロ（サッカーの実況で自分のネタを放り込もうとするマルカトーレ青嶋アナ）
- 中村愛&牧原俊幸アナ（普段からブリブリで真っすぐ歩けない三田友梨佳アナ）
- 山﨑夕貴アナ（普段の会話では「それこそ」と「とはいえ」を連発する加藤綾子アナ）

視聴者頼みBEST3【小堺】
- ゆず姉（姫くり）（東尾理子）
- 松丸大祐（米倉涼子）
- 黒川忠文（アンバランス）（羽生結弦）

ハイテンションBEST3【関根】
- アイクぬわら（超新塾）（六本木バイブレーションの呼び込み）
- ラジバンダリ西井（轢かれた横山たかし）
- 花香よしあき（子役に厳しい演技指導をするが犬の散歩の時間はしっかり守る坂上忍）
コーナーオープニング出演：オーケストラシンガー（ひとり『ツァラトゥストラはかく語りき』）

### 第3回
報道・ドキュメンタリーBEST3【小堺】
- 中村愛（スタジオからの問いかけに丁寧に対応しすぎてなかなか天気予報に入れない皆藤愛子）
- こにわ（アジアカップオーストラリア大会で自由すぎるレポートをするゴン中山）
- Gたかし（『続・なんでもできる 元気があれば』の中でディレクターの無茶ブリにまさかの対応をするアントニオ猪木）

バラエティ番組BEST3【関根】
- きくりん（『すべらない話』で急に同居人の話をしだす稲垣吾郎）
- 原口あきまさ（『ホンマでっか!?TV』でさんまさんと評論家の先生（テレンス・リー、澤口俊之、武田邦彦、門倉貴史）の絶妙な掛け合い）
- エハラマサヒロ（『ごきげんよう』でゲストがサイコロを振る時に『何が出るかな』の掛け声をちょっとサボる小堺一機）

ちょっと前のアイドルBEST3【小堺】
- 中村愛（右手を持て余して変な動きに見える広末涼子『MajiでKoiする5秒前』）
- うをとも（何をいっても古臭く聞こえる牧瀬里穂）
- ナナちゃん（間奏で思い通りにならない森高千里『渡良瀬橋』）

刑事ドラマBEST3【関根】
- シンディー（昭和の匂いが抜けきらない『科捜研の女』沢口靖子）
- 佐橋大輔（ガンリキ）&えびす（キングジョー）（逮捕の順番を完全に間違えている『西部警察』大門役・渡哲也）
- 加藤誉子（思わぬ所から事件解決の糸口を掴む片平なぎさ）

外国人BEST3【小堺】
- 石井てる美（演説会場で知り合いを見つけすぎてなかなか演説台に辿り着かないヒラリー・クリントン）
- テル（『タクシードライバー』の最後の方のロバート・デ・ニーロ）
- カルロス・アルベルト（アムロ・レイ）

働く人BEST3【関根】
- 横澤夏子（渋谷でティッシュを配る人）
- みやぞん（ANZEN漫才）（迅速に事故処理をする交通機動隊）
- 金沢まさえ（うみのいえ）（口説かれた時の西小山のママ）

実力派によるわけあって封印したモノマネBEST3【小堺】
- 原口あきまさ（まだあった やっぱりお金にはすばやく反応する岸部四郎）
- みかん（唐揚げが飛んできて封印した 全力すぎる後藤真希）
- コージー冨田（みんなに分かってもらえないので封印した 春日三球）

いつもモノマネされる側の大物芸能人本人による逆モノマネBEST3【関根】
- 瀬川瑛子（瀬川瑛子のモノマネをするコロッケ）
- 北斗晶（北斗晶のモノマネをするエハラマサヒロ）
- 千葉真一（千葉真一のモノマネをする関根勤）

先にやった者勝ちBEST3【小堺】
- 人妻にゃんこ（セクシー女優つぼみによる大ヒットトレーニング動画）
- 金沢まさえ（うみのいえ）（日本のファンに向けた新年メッセージ動画で肝心な部分を母国語で喋ってしまい何が言いたいのか分からないK-POPアイドル）
- 池田直人（ひので）（高揚してきてサプライズがどうでもよくなる 女性向けセクシービデオ男優一徹）

2秒ならソックリBEST3【関根】
- 石橋俊春（メルボルン）（ラーメン王 石神秀幸）
- 塩田康裕（トータス松本（ウルフルズ））
- カーリー（上田晋也（くりぃむしちゅー））

フジテレビの番組BEST3【小堺】
- こじらせハスキー（『ファーストクラス』の夏木マリ・余貴美子）
- ホリ（『愛という名のもとに』で部下を説教する最中なぜかダジャレが入ってくる加藤善博）
- JP&山﨑夕貴アナ（設楽統（バナナマン）・ハリー杉山・千原せいじ・博多大吉・ヒデ（ペナルティ）の物真似で ひとり『ノンストップ!』）

ワイプの中のリアクションBEST3【関根】
- ガリベンズ矢野（延々と流れるせせらぎの映像を面白くしようとツッコむ上田晋也（くりぃむしちゅー））
- むらせ（可愛い動物の映像を観ている時の関ジャニ∞ 陽気な村上くんと虚ろな横山くん）
- TOMO（公園のカップルの映像を観て思わず過去のことを暴露してしまう高畑淳子）

芸人BEST3【小堺】
- なだぎ武（THE MANZAI2014決勝の時の川谷修士（2丁拳銃））
- ショウショウ（なぜかオチのところで二人で驚く中田カウス・ボタン）
- ラジバンダリ西井（特番に出演していつもよりもリアクションが大きくなってしまう酒井とおる）

ジャニーズBEST3【関根】
- ピュアボーイ（『SP 革命編』岡田准一）
- ジャン（ギャルソン）（HKT48のメンバーのお父さんの名前を聞いたとたんテンションが上がった中居正広）
- ジャガーズ（キスマイのコンサートでやっぱり完璧なフォローをするジャニーズJr.）

ただやってみたかった映画BEST3【小堺】
- しあつ野郎&遠藤かおる（『座頭市』）
- 小西啓介（『燃えよドラゴン』）
- ホリ（わざわざ今、自分の思っていることを子分に伝える『静かなるドン』の中山秀征）

時代を彩った名曲BEST3【関根】
- エハラマサヒロ（歌い出しを目一杯タメるがすぐに帳尻を合わせるテクニックを持つ松崎しげる『愛のメモリー』）
- 植山由美子（天然もろこし）（稲垣潤一『クリスマスキャロルの頃には』の時のマイクの雰囲気）
- ユリオカ超特Q（カラオケスナックにて郷ひろみ『男の子女の子』を歌うが、出てくる歌詞を全部歌ってしまう藤波辰爾）

オーディションではウケたんだけど…BEST3【小堺】
- いけや賢二（犬の心）（あ〜分かる分かる野球選手モノマネ 痛烈なヒットを打った新庄剛志選手といつも同じバットの捨て方をする元ダイエーホークス 佐々木誠選手のバットの捨て方）
- 花香よしあき（スタッフウケ狙い?事務所の偉い人 気合が入りすぎて怒っている様に聞こえてしまう川岸専務）
- 兄者（牙一族）（本人は至って真面目なんですが 居酒屋で「ホタテバター醤油が超高い」とクレームを入れるが、四股名にしか聞こえない36代木村庄之助）

女優BEST3【関根】
- 響乃じゅん子（深夜番組で中学時代のとんでもない告白をする能年玲奈）
- ミラクルひかる（ディナーショーのMCで着地点が見えなくなる三田佳子）
- 高田千尋（ばーん）（『それでも、生きてゆく』より 何でもないセリフでも深みが出てしまう満島ひかり）

大好きが故にこうなったBEST3【小堺】
- 安岡力斗（セリフの後半に行く程、感情が高まっていく安岡力也）
- あゆ（かりすま〜ず）（センターカメラから絶対に目線をはずさない E-girls・Ami）
- 高田紗千子（梅小鉢）（視聴者が全く感情移入出来ない話をする金田朋子）

ちょっと前のニュースBEST3【関根】
- 古賀シュウ（断髪式で花束贈呈の時、普段の癖が出てしまった振分親方）
- キンタロー。（深夜の衛星テレビで流れてきたある国の子供たち）
- とくこ（大阪万博のニュース）

声優BEST3【小堺】
- 寺岡光盛（『刑事コロンボ』の吹き替え 小池朝雄と石田太郎の違い）
- エハラマサヒロ（なぜかゲーリー・グッドリッジの時だけテンションが下がるレニー・ハート）
- 佐橋大輔（ガンリキ）（本番で勢い余って完全にネタをバラしてしまう『あしたのジョー』ナレーションの藤岡重慶）

ちょっとだけ聞き取りづらいBEST3【関根】
- 森田まりこ（『アナと雪の女王』より エルサ役・松たか子を必死に説得するアナ役・神田沙也加）
- 島山ノブヨシ（乙）（スウィーツのレポートをする本間朋晃）
- 紺野ぶるま（ダイエットを語る釈由美子）

友近が朗読させてみたい人BEST3【小堺】
- 中森明菜
- 藤原紀香
- シガニー・ウィーバー

スーパーリアルBEST3【関根】
- ミラクルひかる（ジャズを歌う八代亜紀『YOU'D BE SO NICE TO COME HOME TO』）
- ホリ（西村雅彦の振り向き方）
- 西尾季隆（X-GUN）（レコードの和田アキ子『笑って許して』）

他局のドラマBEST3【小堺】
- あしべ（金八先生役・武田鉄矢を慌ててたしなめる北尚明役・金田明夫）
- ゆみみ（マリア）&小田嶋政志（『○○妻』で夫役・東山紀之に不思議なおまじないをするひかり役・柴咲コウ）
- 結友沙羅（『きょうは会社休みます。』で一夜を共にした相手と翌日会社でバッタリ会い動揺しまくる青石花笑役・綾瀬はるか）

クイズ番組BEST3【関根】
- エハラマサヒロ（クイズ番組で答える時に最後ちょっとした保険をかける伊集院光）
- 加藤誉子（正解が絶対分かっているのに分かっていないフリをして正解する宮崎美子）
- コージー冨田（『クイズダービー』で誰よりも先に正解を言いたい大橋巨泉）

今をときめく役者BEST3【小堺】
- 小出真保（『アオハライド』の本田翼）
- 高木ひとみ。（子役時代『アニー』のオーディションでの安達祐実）
- 渡邊孝平（クロスバー直撃）（『アウトレイジ ビヨンド』の加瀬亮）

中川家・2015年一押しモノマネBEST3【関根】
- 春節で日本に買い物に来ている中国人女性（礼二）と男性通訳（剛）
- 奈良公園の鹿（剛）
- 地方の中小企業CM

目を細めて見たら何とかいけるBEST3【小堺】
- 佐竹正史（ビスケッティ）（安倍晋三）
- 永田佑輝（モンスター☆ニート）（堺雅人）
- イーちゃん（マリア）&ナゲット村井（ローズヒップファニーファニー）（京本政樹・柳沢慎吾）

アナウンサーBEST3【関根】
- まぁこ（台風中継で安藤さんに気を遣いすぎてなかなかレポート出来ない生野陽子アナ）
- 遼河はるひ（『怒り新党』でお便りを淡々と読む夏目三久）
- 山﨑夕貴アナ（先輩アナを褒めちぎる永島優美アナ）

ラジオBEST3【小堺】
- タブレット純（『ニッポン放送ショウアップナイター』より 上柳昌彦アナと松本秀夫アナと関根潤三）
- 古賀シュウ（ニュース速報が急に入り最後が不謹慎に聞こえてしまう ラジオ日本『夏木ゆたかのホッと歌謡曲』）
- とくこ（何が言いたいのか分からないまま始まってしまった ニッポン放送『桃子と少し夜更かし』）

擬音BEST3【関根】
- 石出奈々子（沸騰するヤカン）
- 吉田トム（とことん）（生ビールののどごし）
- 禅（トイレのエアータオル）
コーナーオープニング出演：中年マガジン西山（オリンピック・ファンファーレとテーマの真似）

### 第4回
芸人BEST3【小堺】
- ホリ（雨上がり決死隊・出川哲朗・山崎弘也（アンタッチャブル）・堀内健（ネプチューン）の物真似で ひとり『アメトーーク!』）
- ジャン（ギャルソン）（なんやかんや言っても結局妻の事を愛しているヒロミ）
- シンディー（実はカンペに忠実な林家パー子）

見たことのあるドキュメンタリー番組BEST3【関根】
- ユウジロー（太宰治に気を遣いすぎる又吉直樹（ピース））
- ミラクルひかる（コンテンポラリーダンスのリハーサルに密着される夏木マリ）
- 加賀成一（大人のカフェ）（ディレクターの求めていた答えとは全く違う事を言う中日ドラゴンズ 山本昌）

今もっとも旬な人BEST3【小堺】
- 中村愛（とにかく明るい安村）
- キンタロー。（『イニシエーション・ラブ』の前田敦子）
- Kittan（韓国ドラマで痴漢にキレるハ・ジウォン）

一般人BEST3【関根】
- 紺野ぶるま（埼京線で渋谷に通勤しているOL）
- 大浜真介（レアレア）（神宮球場で延長に入り気合を入れるが最後はちょいちょい優しい阪神ファンのおっさん）
- 横澤夏子（毎年秋になると怖がる女）

カラオケの風景BEST3【小堺】
- 西尾季隆（X-GUN）（中村雅俊『俺たちの旅』を歌う曙太郎）
- ゆうぞう（抜群の歌唱力を誇るのに余計な事をしてカラオケ番組では高得点が出ないつのだ☆ひろ『メリー・ジェーン』）
- ユリオカ超特Q（フィンガー5『学園天国』を歌うが、出てくる歌詞を全部歌ってしまう藤波辰爾）

話題の番組BEST3【関根】
- JP（渡部建（アンジャッシュ）・増田貴久（NEWS）・佐藤勝利（Sexy Zone）・西川貴教・山下健二郎（三代目 J Soul Brothers）の物真似で ひとり『水曜歌謡祭』）
- Gたかし＆シンディー（『グッディ!』（高橋克実・安藤優子）の番組が始まる直前のジャンクション）
- パニーニ（『SASUKE』より 有名選手がすごく簡単な所で失敗してしまった時のリプレイの雰囲気）

藤原紀香 名言BEST3【小堺】
- 友近（体型を気にしている女性に対する名言）
- 友近（どうしても自分を取り繕ってしまう女性に対する名言）
- 友近（自分の陰口を言われて悩んでいる女性に対する名言）

他では見られないマニアックなコロッケBEST3【関根】
- コロッケ（ママの所に歩こうとする赤ちゃん）
- コロッケ（何もない所でつまづくおじいちゃん）
- コロッケ（ジュラシック・ワールドのティラノサウルス）

文学・漫画BEST3【小堺】
- 伊藤広大（こりゃめでてーな）（アニメ『カイジ』より サイコロ賭博の王道チンチロリンの出目を雑に説明するナレーション）
- 中村涼子（漫画『ガラスの仮面』より それだけ知っていれば最初から気づくはずの知識量を持つ脇役）
- ミラクルひかる（『窓際のトットちゃん』より 授業中の黒柳徹子）

女優・俳優BEST3【関根】
- 加藤誉子（いつもは明るいがふとした瞬間に暗い過去を感じさせる名脇役）
- なだぎ武（『新幹線大爆破』で作戦決行の決断をする古賀勝役・山本圭）
- 原口あきまさ（Hなビデオを見る岸部四郎）

最新ヒット曲BEST3【小堺】
- エハラマサヒロ（『のど自慢』大会でAKB48『恋するフォーチュンクッキー』を歌う中国人）
- ジャガーズ&ジャガーズJr.（暗転をきっかけに完璧なステージコンディションを作るコンサートスタッフ）
- きくりん（『君はトロピカル』中井貴一）

アマチュアスポーツBEST3【関根】
- 高橋竜基（あがすけ）（親指殺しという技をレクチャーする日本アームレスリング連盟会長 遠藤光男）
- 葛西翔也（Mr.ポップリン）（日本体育大学陸上部の独特な挙手）
- しあつ野郎（試合開始早々踊っている様にしか見えない兵庫県警・長尾翔太）

インタビューBEST3【小堺】
- ペレ草田（新国立競技場記者会見の安藤忠雄）
- うをとも（川崎麻世の昔の浮気謝罪会見を見て十数年分の怒りをぶちまけるカイヤ）
- Gたかし（国会議員会館でありえない挙動をしながらインタビューに答えるアントニオ猪木）

今どきの若者には分からないドラマBEST3【関根】
- 寺岡光盛（『刑事コロンボ』の吹き替え 小池朝雄と石田太郎の違い 解決編）
- TOMO（『金八先生』より 三者面談に来た土屋英樹の姉・珠子）
- 佐橋大輔（ガンリキ）（やってる事と言ってる事が完全に間違っている『西部警察』大門役・渡哲也）

2015年もっとも輝いている女性BEST3【小堺】
- 中村愛（思ったことをおかまい無しに口にする森泉のグルメレポート）
- まちゅ（だんだん自信が無くなっていく広瀬すず）
- 福田彩乃（自分のモノマネをされて嬉しいのにダメ出しをする天海祐希）

他ではなかなかやらせてもらえないBEST3【関根】
- 伊達さん（大人のカフェ）（人とぶつかる山下達郎）
- なだぎ武&岩井ジョニ男（イワイガワ）（Wジョニ男）
- 原口あきまさ＆福山理子（ホテルでの一夜を語る稲川淳二）

ラジオBEST3【小堺】
- まぁこ（曲紹介で「でした」を意識しすぎているFMのDJ）
- HEY!たくちゃん（TBSラジオ『月夜の蟹』より 本日のメールテーマを明らかに考えていなかった竹中直人）
- シンディー（英語の発音が飛び抜けている『ANAオーディオチャンネル』のナレーション 新妻聖子）

クイズ番組BEST3【関根】
- シンディー（クイズ番組で答えている途中に他の事が気になってしまうすみれ）
- 360°モンキーズ（『高校生クイズ』決勝でよく見る私立開成高校の控えめなガッツポーズ）
- 高田紗千子（梅小鉢）（答えただけなのに低音ボイスと目力のせいで怖く聞こえてしまう木村佳乃）

人気スポーツBEST3【小堺】
- DH億（野球を知らない人にも「この人限界だな」と分かる元阪神 金本知憲）
- 吉田圭佑（ブレイブマン）（キックの時だけ、どうしても変な声が出てしまうK-1MAX王者 魔裟斗）
- 響乃じゅん子（アナウンスが独特すぎる千葉ロッテマリーンズのウグイス嬢 谷保恵美）

営業ネタBEST3【関根】
- 長浜之人（キャン×キャン）（コンサートで歌よりも客との絡みがメインになりすぎてしまう前川清）
- 古賀シュウ（ベタなボケで笑いをとろうとするものまねパブのMC）
- ショウショウ（いつもハチャメチャだが漫才のお辞儀だけは真面目になる太田光（爆笑問題））

小堺一機と関根勤の最新ものまね
- 小堺一機（MXテレビ『バラいろダンディ』番組終了間際、感情に任せて絶対に入らない量のコメントを言おうとするが案の定入らずディレクターのせいにするも最後は超個人的な事を言ってしめる梅沢富美男）
- 関根勤（街中でいつもオドオドしている村松利史）

### 第5回
インタビューBEST3【小堺】
- Gたかし（『情熱大陸』の中居正広）
- 神奈月（沢田研二のコンサートに来た客）
- ミラクルひかる&みかん（Kōki,・工藤静香）

実際に見かけた普段の有名人BEST3【関根】
- あいかわい翔（買い物をする哀川翔）
- キンタロー。（海外へ行くカリスマトレーナーAYA)
- ホリ（喫煙所の武田鉄矢）

司会者BEST3【小堺】
- 末吉くん（『報道ステーション』の古舘伊知郎）
- 山本高広&やす（ずん）&シンディー&三田友梨佳アナ（『バイキング』で『グッディ!』とかけ合いをする坂上忍）
- 原口あきまさ（再現VTRのほいけんたとそれを見る明石家さんま）

日常の風景BEST3【関根】
- パニーニ（狭い道で傘を差してすれ違う人）
- 準特急久保田（柴崎駅前の電柱にミドルを入れる人）
- 友近&秋山竜次（ロバート）（朝の散歩）

ドラマBEST3【小堺】
- 直人（『陸王』の志賀廣太郎）
- 冷蔵庫マン&むらせ&かわしゅん（『下町ロケット』でトランスミッションの不具合がわかった時の佃製作所（安田顕・松坂桃李・阿部寛））
- 加藤誉子＆あしべ（サスペンス小京都シリーズで片平なぎさと船越英一郎のよくあるエンディングシーン）

映画BEST3【関根】
- 寺岡光盛（『刑事コロンボ』の吹き替え 小池朝雄と石田太郎の違い 逆転編）
- 三戸キャップ（THE GREATEST HITS）（アメリカのアニメ映画に出てくる、落ちそうで落ちない皿）
- ジャッキーちゃん（『プロジェクトA』で3階から落ちてきたジャッキー・チェンと吹き替えをする石丸博也）

突然泣く人BEST3【小堺】
- JP（劇団ひとり）
- 横澤夏子（目を見せたがる女）
- シンディー（サッカーを語る小柳ルミ子）

高周波BEST3【関根】
- 大納言光子（ファイナリーツアー東京ドーム最終日に最後の挨拶をする安室奈美恵）
- きの（プロ野球審判 水口拓弥のストライク）
- レイザーラモンRG（レイザーラモン）（THE 虎舞竜『ロード』の最初のところ）

45度なら似ているBEST3【小堺】
- 石川勇樹（トブ電波。）&熊田来夢（渡部建（アンジャッシュ）&佐々木希夫婦）
- しょーり（知念）（錦戸亮）
- とりひこ（お団子まんじゅう）（土田晃之）

こういう風に聞こえてるBEST3【関根】
- KONOMI（松本伊代『センチメンタル・ジャーニー』）
- ホリ（酒ヤケで語尾が消えるはるな愛）
- とくこ（乗り換えが多すぎて段々テンションが高くなっていく総武線新宿駅の到着アナウンス）

地味BEST3【小堺】
- エハラマサヒロ（米粒が鼻の奥に詰まってる人）
- 山本高広（プレデターの呼吸音）
- 本多スイミングスクール（真夏のプールサイド）

一般人BEST3【関根】
- 森本サイダー（さえない主人公をイケメンが演じるラブコメを見ている、本当にさえない人）
- ミラクルひかる&はっちゴーゴー!!（『のど自慢』で英語の歌詞を全く理解していない女の子）
- エハラマサヒロ（38歳 独身男性）

笑い方BEST3【小堺】
- 星ノこてつ。（NOモーション。）（ハマった時のマツコ・デラックス）
- 中村愛（冷めるのが早い横澤夏子）
- 丸山礼（地を這うような音で笑い上げる水川あさみ）

営業鉄板ネタBEST3【関根】
- 大納言光子（24時過ぎたら鉄板 萬田久子の帽子のかぶり方）
- 友近（寺で説法する尼）
- ゆうぞう（営業一筋の名司会者 名古屋冗）

全力ものまねBEST3【小堺】
- コロッケ（全力でバナナを食べる長渕剛）
- はたダイシ（アニエスベーのトートバッグが家に着いて倒れるまで）
- とくこ（盛岡駅で「はやぶさ」と連結する「こまち」）

気持ち聞き取りづらいBEST3【関根】
- 神奈月（生放送の討論番組で地球温暖化について語る前田日明）
- ユリオカ超特Q（ありえない所でまさかのかみ方をする藤波辰爾）
- めっちゃ（安美錦が寝起きで「ポカリスエット取ってくれよ」と言うところ）

テレビ番組BEST3【小堺】
- パニーニ（NHKロボコンより ルールはわからないがなぜか会場がわく瞬間）
- キンタロー。（浜木綿子主演『監察医 室生亜季子』の冒頭部分）
- レイザーラモンRG（レイザーラモン）（NHK教育テレビ『ザ・ソングライターズ』で赤いスイートピーを朗読する佐野元春）

ヒット曲BEST3【関根】
- ミラクルひかる＆みかん（SPEED『Body & Soul』を歌うキレキレの西尾夕紀と英語の歌詞を日本語で読むあべ静江）
- 春風みずほ（『夜のヒットスタジオ』のオープニングで曲紹介が間に合わない中森明菜）
- コータロー（ギャラクシー）（嵐『Love so sweet』に全く流されない大物歌手）

2秒ならそっくりBEST3【小堺】
- ゆめちゃん（千代丸関の寝顔）
- 大納言光子（UWFインターナショナル時代の安生洋二）
- かーしゃ（ジャイアントジャイアン）（若い時のマッチの目）

スポーツBEST3【関根】
- DH億（低めのボールをライトへホームランを打った時、漢字の「しんにょう」みたいになる西武 森友哉）
- アマレス兄弟（バレないように反則技ばかり出してくるアゼルバイジャンの選手）
- 横澤夏子（ワザとガーターを出す女）

漫才師BEST3【小堺】
- ミラクルひかる&みかん（「なんでだろう」で自分の歌唱力に酔いしれるトモ（テツandトモ））
- ガリベンズ矢野&やす（ずん）（飯尾和樹）
- オキシジェン（見てる者が心配してしまう位、旦那さんに腕を引っ張られて劇場を後にする内海桂子）

そんなワケないだろBEST3【関根】
- ジャガーズ（『夏の決心』を歌う大江千里&キッズダンサーズ）
- 藤原亜紀乃（語尾の子音が強すぎる劇団四季の子役）
- コロッケ（阿部寛とくしゃみをする阿部寛）

実際に入ってたリアル留守電BEST3【小堺】
- 原口あきまさ（矢部浩之（ナインティナイン））
- レイザーラモンRG（レイザーラモン）（だんだん悲しくなっていく天龍源一郎）
- あしべ（あまりに一方的な木梨憲武（とんねるず））

働く人BEST3【関根】
- 中川家（リフォームの山下）
- 松下シュート（放課後ハートビート）（カッコつけてるイルカのトレーナー）
- 友近＆ゆりやんレトリィバァ（勝負の結果がよくわからない遊女のケンカ）

アンミカBEST3【小堺】
- みかん（加速するアンミカ）
- とくこ（QVCショッピングチャンネルで300種類の黒を説明するアンミカ）
- 加藤誉子（月の満ち欠けによってお肌の手入れ方法を変えるアンミカ）

ザ・ノンフィクションBEST3【関根】
- 小出真保（地下アイドルのファンへの衝撃告白）
- 江戸川キャデラック（刑務所でのビンゴ大会の風景）
- 古賀シュウ&ミラクルひかる（ジョン&ミキ）

テレビ業界BEST3【小堺】
- 中川家（ロケバス）
- 丸山礼（スタッフとタレントの対応に差がありすぎるテレビ局のメイクさん）
- まぁこ（「す」だけで全てをこなすベテランアシスタントプロデューサーの挨拶）

CM直前BEST3【関根】
- シンディー（自分のアクションで残り3秒をきっちりカウントする横澤夏子）
- 友近（尺読みが甘すぎて尺をもてあます中継レポーター）
- 山本高広（『朝まで生テレビ!』で強引にCMに行く田原総一朗）

遠目ならいけるBEST3【小堺】
- クロヤナギ（江戸川キャデラック）（ヒロミ）
- 濱田がっく岳（『プリズンブレイク』ウェントワース・ミラー）
- ガリベンズ矢野（仲本工事）

クラスの人気者が教室の後ろでやるものまねBEST3【関根】
- NOモーション。（『北斗の拳』より ケンシロウ対ハート）
- ユリオカ超特Q（藤波と天龍が演じる『ルパン三世 カリオストロの城』のエンディングシーン）
- メルヘン須長（『ストリートファイター』のキャラになった沢口靖子）

世界レベルのスポーツBEST3【小堺】
- せいゆう（東京レブロン）（大谷翔平）
- はつを（奇天烈オムレツ）（胃をやっちゃうんじゃないかと思ってしまうオーストラリアソフトボール代表ピッチャー アメリア・クディシオ）
- 萩原拓也（ポップライン）&M高史&中村愛（設楽悠太と川内優輝のデッドヒートを解説する増田明美）

静止画ものまねBEST3【関根】
- 中川家（下北沢の劇団にありそうなポスター）
- エハラマサヒロ（昔はモテたと言い張る母親の卒業アルバム）
- なかおじさん（ジミ・ヘンドリックス）

YouTubeBEST3【小堺】
- きくりん（YouTubeで話題になった ひどすぎる子供のボイパ）
- レイザーラモンRG（レイザーラモン）（YouTubeでも発言が過激すぎて途中から壮大な音楽がかぶさる前田日明）
- 響乃じゅん子（YouTubeの文字だけの画面で流れてくる自動音声）

輝いている女性BEST3【関根】
- みかん（天海祐希がお笑いを見ていてハマった時とハマらなかった時の違い）
- JP（『ゴジラ』に出演している国会議員役の菅井きん）
- ミラクルひかる（MXテレビ『5時に夢中!』にて編集できない状況で下ネタをぶっこんでくる岩井志麻子）

小堺一機と関根勤の最新ものまね
- 小堺一機（全く何を言っているか分からないが自社製品だけはきっちり言える 視力検査をしている阿部寛）
- 関根勤（バラエティ番組で動体視力テストをする北村総一朗）
- 小堺一機＆関根勤（収録後 廊下ですれ違う阿部寛と北村総一朗）

### 第6回
新作のほかに、過去の回からの名作モノマネも放送された。
今 最も旬な人BEST3【小堺】
- 中村愛（尋問のように詰めよる田中みな実）
- ミラクルひかる&みかん（CocomiとKōki,のインスタライブ）
- 神奈月&慎太郎マネージャー（長州力【公式】RIKI CHANNEL「長州力が娘婿を呼び出し!?」の回）

テレビ番組BEST3【関根】
- 小出真保（ザ・ノンフィクション『借金で傾いたお店を切り盛りする46歳 女性』）
- みかん（『ひるおび!』で親から教わった人としての生き方を語る室井佑月）
- レイザーラモンRG（『びっくり日本新記録』のエンディングで流れる女性のコーラス）

語り継ぎたい昭和のリアクションBEST3【小堺】
- ホリ（小林幸子のそっくりさんが男だと分かった時の武田鉄矢）
- 山本高広（インスタライブで絵本を朗読する高橋克典）
- 友近（昭和初期の大阪を舞台にした朝ドラのヒロインが後に大流行となる台詞を発した瞬間）

よみがえる名曲BEST3【関根】
- ミラクルひかる&みかん（1991年 内藤やす子・工藤静香 伝説のコラボ『六本木ララバイ』）
- JP（『ど根性ガエル』を歌う石川進）
- ヤジマリー。（スカチャン）（大技を決めそうで絶対に決めないシブがき隊）

NHKの番組BEST3【小堺】
- ガリベンズ矢野（クイズの2択問題で迷う伊集院光）
- きくりん（NHK『サラメシ』では信じられないほどテンションが高い中井貴一）
- みっちー（NHKスペシャル『ホットスポット 最後の楽園』で個性的なコメントをする福山雅治）

アジアの外国人BEST3【関根】
- ウ・キリュウ（韓国の仁川空港にいる アイドルか一般人か分からない人）
- 高木払い（インド料理屋店員の「バターチキン」の言い方）
- 神奈月（台湾プロ野球でダントツの人気を誇るチアリーダー・チュンチュンのファン）

一般人・東日本編BEST3【小堺】
- 準特急久保田（春になると野球場の観客席に現れるおじさん）
- 福島善成（ガリットチュウ）（38歳 独身男性）
- 俵山俊（スクールゾーン）（時代の波に巻き込まれていく好青年）

一般人・西日本編BEST3【関根】
- エハラマサヒロ（『のど自慢』大会でAKB48『恋するフォーチュンクッキー』を歌う中国人）
- 九州男子"（東九州自動車学校 のCM）
- 佐橋大輔（ガンリキ）（泉重千代さんが120歳でギネスブックに載った時に「長生きの秘訣は何ですか?」と聞かれた時のインタビュー）

時代を駆け抜けたレジェンド芸人BEST3【小堺】
- シンディー（実はカンペに忠実な林家パー子）
- カトゥー（テレビ局でタモリさんと会った時の片岡鶴太郎）
- オキシジェン（見てる者が心配してしまう位、旦那さんに腕を引っ張られて劇場を後にする内海桂子）

時代を彩る女優BEST3【関根】
- キンタロー。（芝居となると自分の感情のコントロールが出来なくなる石原さとみ）
- まーな（シリアスなシーンで「徹底的に調べないと」とつぶやく池上季実子）
- 友近（追いつめられて大胆な提案をする犯人役・小川真由美）

ドキュメンタリーBEST3【小堺】
- Gたかし（『続・なんでもできる 元気があれば』の中でディレクターの無茶ブリにまさかの対応をするアントニオ猪木）
- 加賀成一（大人のカフェ）（ディレクターの求めていた答えとは全く違う事を言う中日ドラゴンズ 山本昌）
- 古賀シュウ&ミラクルひかる（ジョン&ミキ）

2秒ならそっくりBEST3【関根】
- むらせ（Toshl（X JAPAN）が必ずやる謎のピース）
- ガリベンズ矢野（リリー・フランキー）
- なかじままり（アパホテル社長 元谷芙美子）

1人でBEST3【小堺】
- JP（松本人志（ダウンタウン）・東野幸治・小籔千豊の物真似で ひとり『ワイドナショー』）
- 原口あきまさ（明石家さんま・ほいけんたの物真似で ひとり『踊る!さんま御殿!!』）
- ホリ（雨上がり決死隊・出川哲朗・山崎弘也（アンタッチャブル）・堀内健（ネプチューン）の物真似で ひとり『アメトーーク!』）

ビッグアーティストBEST3【関根】
- ミラクルひかる（コンテンポラリーダンスのリハーサルに密着される夏木マリ）
- エハラマサヒロ（ラジオでビートルズについて語る井上陽水）
- 伊達さん（大人のカフェ）（人とぶつかる山下達郎）

リアル完コピ芸人BEST3【小堺】
- ホリ&原口あきまさ（『ものまね王座決定戦』のMC 今田耕司と東野幸治）
- オキシジェン（コンビ間でオチが全く定まっていなかった芸歴60年 ナンセンス師匠）
- 中川家（きっかけがなかなか決まらないコントライブのリハーサル）

歌舞伎町BEST3【関根】
- 古谷敦宏（ラタタッタ）（客が取れず全然やる気のない昼間の歌舞伎町のキャッチ）
- メルヘン須長（歌舞伎町で流れているテープの声）
- ハギノ・リザードマン（ローズヒップファニーファニー）（チラシを配るときの声がコピー機に聞こえる居酒屋の店員）

グレイテストヒッツBEST3【小堺】
- ミラクルひかる（ジャズを歌う八代亜紀『YOU'D BE SO NICE TO COME HOME TO』）
- エハラマサヒロ（歌い出しを目一杯タメるがすぐに帳尻を合わせるテクニックを持つ松崎しげる『愛のメモリー』）
- ユリオカ超特Q（カラオケスナックにて郷ひろみ『男の子女の子』を歌うが、出てくる歌詞を全部歌ってしまう藤波辰爾）

CM直前BEST3【関根】
- シンディー（自分のアクションで残り3秒をきっちりカウントする横澤夏子）
- 友近（尺読みが甘すぎて尺をもてあます中継レポーター）
- 山本高広（『朝まで生テレビ!』で強引にCMに行く田原総一朗）

本人にはこういう風に聞こえているBEST3【小堺】
- KONOMI（松本伊代『センチメンタル・ジャーニー』）
- ホリ（酒ヤケで語尾が消えるはるな愛）
- とくこ（乗り換えが多すぎて段々テンションが高くなっていく総武線新宿駅の到着アナウンス）

名作BEST3【関根】
- 加藤誉子（思わぬ所から事件の糸口を掴む片平なぎさ）
- シネマンガブラザーズ（洋画でよく見る「いや お前が言ったんだろ!」とツッコミたくなるシーン）
- コロッケ（『ジュラシック・ワールド』のティラノサウルス）

気持ち聞き取りづらいBEST3【小堺】
- 神奈月（生放送の討論番組で地球温暖化について語る前田日明）
- 森田まりこ（『アナと雪の女王』より エルサ役・松たか子を必死に説得するアナ役・神田沙也加）
- ユリオカ超特Q（プロレスの取材と一般の取材とで滑舌を使い分ける天龍源一郎）

耳をすませばBEST3【関根】
- みる香（シャウエッセンを噛じる音）
- キャロットポエム（電源を落とす瞬間の黒板消しクリーナー）
- NASUMI（『ルパン三世 カリオストロの城』より 目にも止まらない早業で斬鉄剣を披露する石川五ェ門）

楽器BEST3【小堺】
- エハラマサヒロ（バーの店員が休憩中にサプライズ用のトランペットを練習する風景）
- ナナちゃん（間奏で思い通りにならない森高千里『渡良瀬橋』）
- レイザーラモンRG（THE 虎舞竜『ロード』の最初のところ）

女性アナウンスBEST3【関根】
- 響乃じゅん子（群馬の男の心をくすぐり続ける舌足らずな萌えボイス FM群馬 日本道路交通情報センターの金子さん）
- そのこ（途中からセクシーすぎてよからぬ妄想をかきたてられる新幹線「のぞみ」のアナウンス）
- 響乃じゅん子（田舎でたまに流れる町内放送）

んなわけないだろBEST3【小堺】
- 佐橋大輔（ガンリキ）&えびす（キングジョー）（逮捕の順番を完全に間違えている『西部警察』大門役・渡哲也）
- 植山由美子（天然もろこし）（稲垣潤一『クリスマスキャロルが流れる頃には』のマイクの雰囲気）
- メルヘン須長（『ストリートファイター』のキャラになった沢口靖子）

トップアスリートBEST3【関根】
- 古賀シュウ（天才少女ゴルファー・須藤弥勒 5歳）
- 神奈月（バリでプロ野球復帰について語る新庄剛志）
- めっちゃ（安美錦が寝起きで「今日ココイチあいてんの?」と付き人に聞くところ）

#### 雲の上対談
小堺・関根が亡くなった有名人に扮し、その物真似による対談で送るコーナー。司会は安住紳一郎の物真似のサワー沢口（第2回まで）。
- 第1回は小堺が勝新太郎、関根が大滝秀治を演じた。
- 第2回は小堺が丹波哲郎、関根がジャイアント馬場を演じた。
- 第3回は小堺が淀川長治、関根が宇津井健を演じた。

（出典：

## 主なスタッフ
- ナレーター：服部潤（第1回）、伊津野亮（第2回・第3回）、竹下陽平（フジテレビアナウンサー、第2回）
- 構成：金森直哉、渡辺健久、舘川範雄
- SW：岩田一己
- カメラ：小出豊、小川利行
- 音声：奈良岡純一
- VE：高橋正直
- 照明：小林直貴
- 美術デザイン：棈木陽次
- 美術プロデューサー：副島翔太郎
- 美術進行：服部孝志
- 大道具：新屋貴之
- 装飾：菊池誠
- 電飾：斎藤誠二
- アクリル装飾：國母淳一
- 特殊効果：鈴木希望
- 衣装：成田咲良
- 持道具：後藤綾
- メイク：大高里絵、大友麻衣子
- かつら：俵木和美
- タイトル：湯浅☆信人
- CG：新井元樹
- 編集：林奈織<ディークラフト>
- 音響効果；松下俊彦
- MA；安達健太郎
- TK：楮本眞澄
- 技術協力：ニューテレス、フジアール、FMT、IMAGICA
- デスク：波多野有香
- AD：坂本融治（クリエイターズボックス）（第3回-）、山田亮介（4-Legs）（第4回）、林寛隆（東通企画）（第4回）
- 制作進行：渡邊幸子
- プロデューサー：高橋味楓（FCC/合同会社ampm）、中村由紀（4-Legs）
- チーフプロデューサー・演出：渡邊俊介（フジテレビ）
- 事務所協力：浅井企画、研音（※ともにクレジット表記なし）
- 制作協力：FCC、4-Legs
- 制作：フジテレビ編成制作局制作センター第二制作室
- 制作著作：フジテレビ

### 過去のスタッフ
- 構成：藤沢めぐみ、大山敏（第1回のみ）
- チーフプロデューサー：加茂裕治（第1回のみ）
- プロデューサー：安藤厚司 （4-Legs、第1回のみ）、金井尚史（第1回のみ）
- ディレクター：三宅恵介、庄司裕暁（FCC、第1回のみ）、塩原大介（千代田企画、第1回のみ）
- AD：小暮美帆､佐藤秀幸（第2回のみ）､北條広太郎（~第2回）､

## 関連番組
- ものまね王座決定戦 - 同局で毎年年末に1回放送されているものまね番組。司会は今田耕司、東野幸治、西山喜久恵、松村未央。（2014年12月12日現在）
- 爆笑そっくりものまね紅白歌合戦スペシャル - 同局で毎年2〜3回不定期放送されているものまね番組。白組司会は今田耕司、西山喜久恵。紅組司会は東野幸治、内田嶺衣奈。（2014年4月13日現在）
- ライオンのごきげんよう - 当番組で司会を務めていた小堺一機がメイン司会を務めていたトークバラエティ番組。同局で毎週平日13:00 - 13:30（末期は12:55 - 13:25）に放送されていた。
なお、上記番組はいずれも本番組と同じく渡邊俊介がチーフプロデューサーを務めている。
- とんねるずのみなさんのおかげでした - 「2億4千万のものまねメドレー選手権」にて天海祐希が審査員、コサキンが出場者として出演したことがある。また「博士と助手〜細かすぎて伝わらないモノマネ選手権〜」では関根が審査員を務め、小堺が出場したことがある。そして両コーナーとも当番組出演者が多数出場。